# Schwaz
Schwaz est une commune autrichienne du Tyrol.

## Géographie
Située sur les bords de l'Inn à une vingtaine de kilomètres à l'est d'Innsbruck.

## Histoire
Schwaz fut au Moyen Âge une des villes les plus influentes d'Europe. De ses mines d'argent où travaillaient jusqu'à 11 000 ouvriers, est sorti à un moment 85 % de l'argent mondial.
Rapidement Schwaz frappa sa propre monnaie, le thaler (d'où le mot dollar tient sa source).
Cette pièce d'argent s'imposa comme la principale monnaie en Europe.
C'est avec la découverte des Amériques et l'exploitation de ses richesses au XVIe siècle que s'amorça le déclin des mines de Schwaz devenues moins rentables.
C'est au XVe siècle que Schwaz se développe, l'extraction appartenant à de nombreux mineurs indépendants. Face à l'augmentation des besoins important dans toute l'Europe en raison du développement de l'artillerie et pour répondre à la concurrence des nouveaux gisements découverts en Amérique il devient nécessaire d'améliorer les rendements de productivité.
L'exploitation se rationalise et tombe progressivement dans les mains de la famille Fugger. Au XVIe siècle, à l'apogée de la mine, Jacob Fugger contrôle le monopole de l'exploitation du cuivre en Europe. Schwaz est alors la seconde ville d'Autriche et les mines emploient plus de 9 000 personnes. Une monnaie, le taler est fondue à Hall, dans la vallée de l'Inn.
C'est dans ces mines que Paracelse travailla comme mineur en 1502, puis en 1506 comme chimiste à l'école des mines de Villach avant de partir en 1521 sur d'autres sites miniers gérés par des Allemands, à Banská Bystrica, puis en 1526 et 1527 à Smolník et en 1537 à Bratislava.
En 1490, des mineurs venus de Nuremberg améliorent le procédé de séparation des métaux extraits, par adjonction de plomb, ce qui permet d'obtenir 1,38 kg d'argent de 100 kg de cuivre contre 0,79 kg auparavant, doublant d'un seul coup la production de la mine de Falkenstein et permettant à la ville d'Anvers, débouché portuaire éloigné de commercer à meilleur compte avec l'orient.
Ce progrès technique incite au percement de galeries jusqu'au-dessous du niveau de la nappe de la vallée de l'Inn, ce qui provoque de continuelles infiltrations d'eau. Plus de six cents ouvriers travaillent en permanence à son évacuation. En 1553, l'installation d'une roue hydraulique, remplace le travail de plusieurs centaines de ces ouvriers.
Plus tard, des incompétences de gestion, la guerre de Trente Ans, et des emprunts non remboursés permettent au souverain du Tyrol de reprendre la direction des mines au milieu du XVIIe siècle. L'arrivée des mineurs italiens, qui imposent le tir à la poudre permet de relancer la production mais, au XVIIIe siècle, c'est la fin des grandes heures du district minier de Schwaz.
Une affirmation populaire dit que les mineurs de jadis pouvaient faire sonner le pavé de Schwaz sous les clous d'argent de leurs souliers. La vieille cité médiévale a la plus grande église du Tyrol et son hôtel de ville est l'ex-domicile d'un exploitant minier.
D'autres mines d'argent, à Rattenberg et une autre à 50 kilomètres à Kitzbühel, permirent la construction du château Matzen. Tout proche, le haut-plateau de la Wildschönau, à 100 km au sud de Munich, à mi-chemin entre la frontière avec la Bavière et la métropole des Alpes, Innsbruck, comptait aussi les mines d'argent de Thierbach. L'un des propriétaires des mines acheta en 1520 le château de Reichersbeuern ou château de Sigriz (Schloß Sigriz), en Haute-Bavière, dans le village de Reichersbeuern, qu'il transforma en château renaissance. Le château de Tratzberg (Schloß Tratzberg), entre Jenbach et Schwaz. De l'autre côté de la frontière suisse, à Zillis Grisons, furent creusées les mines d'argent d'Alp Taspegn.

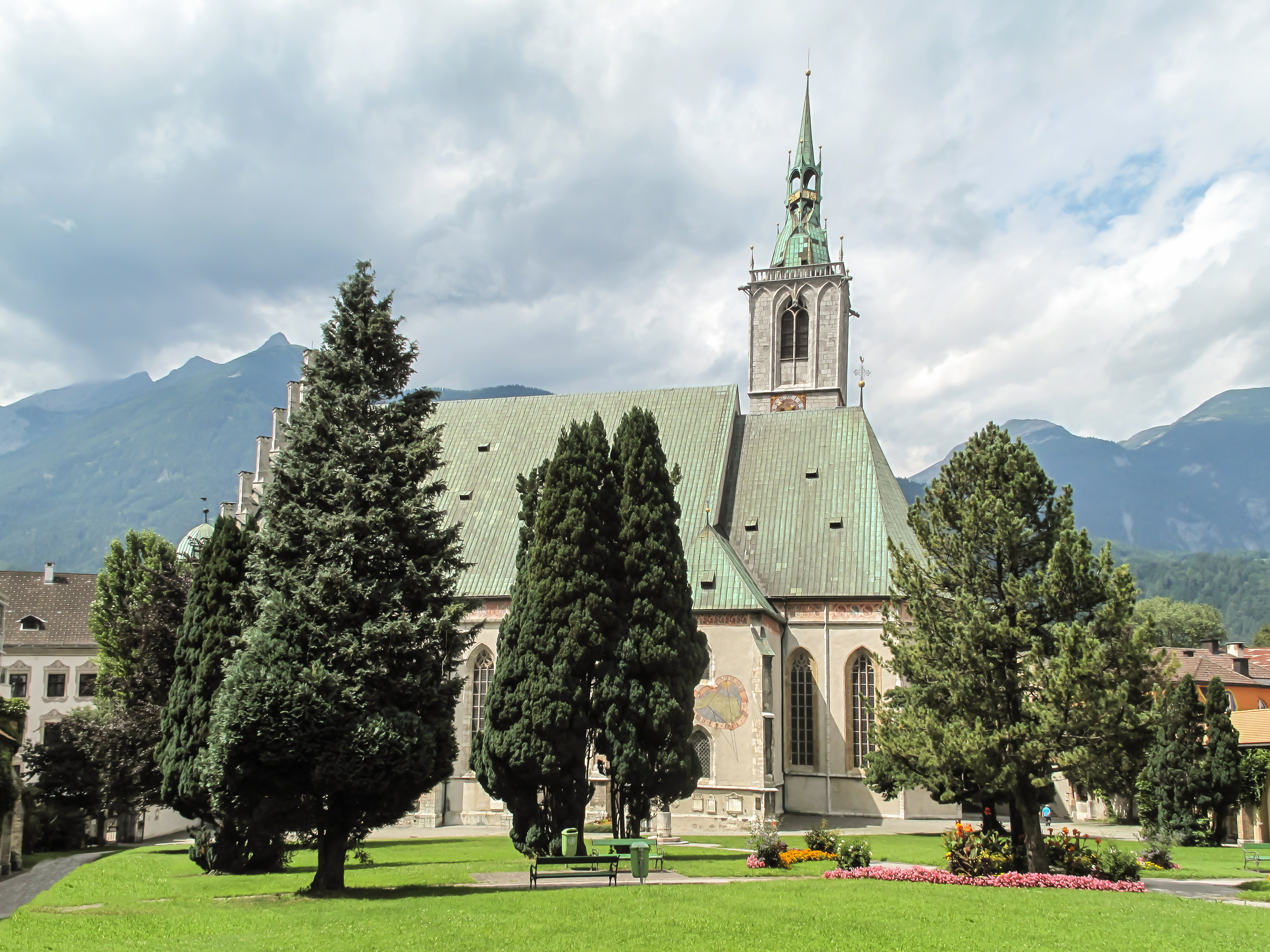
Église : die Mariä Himmelfahrtkirche.

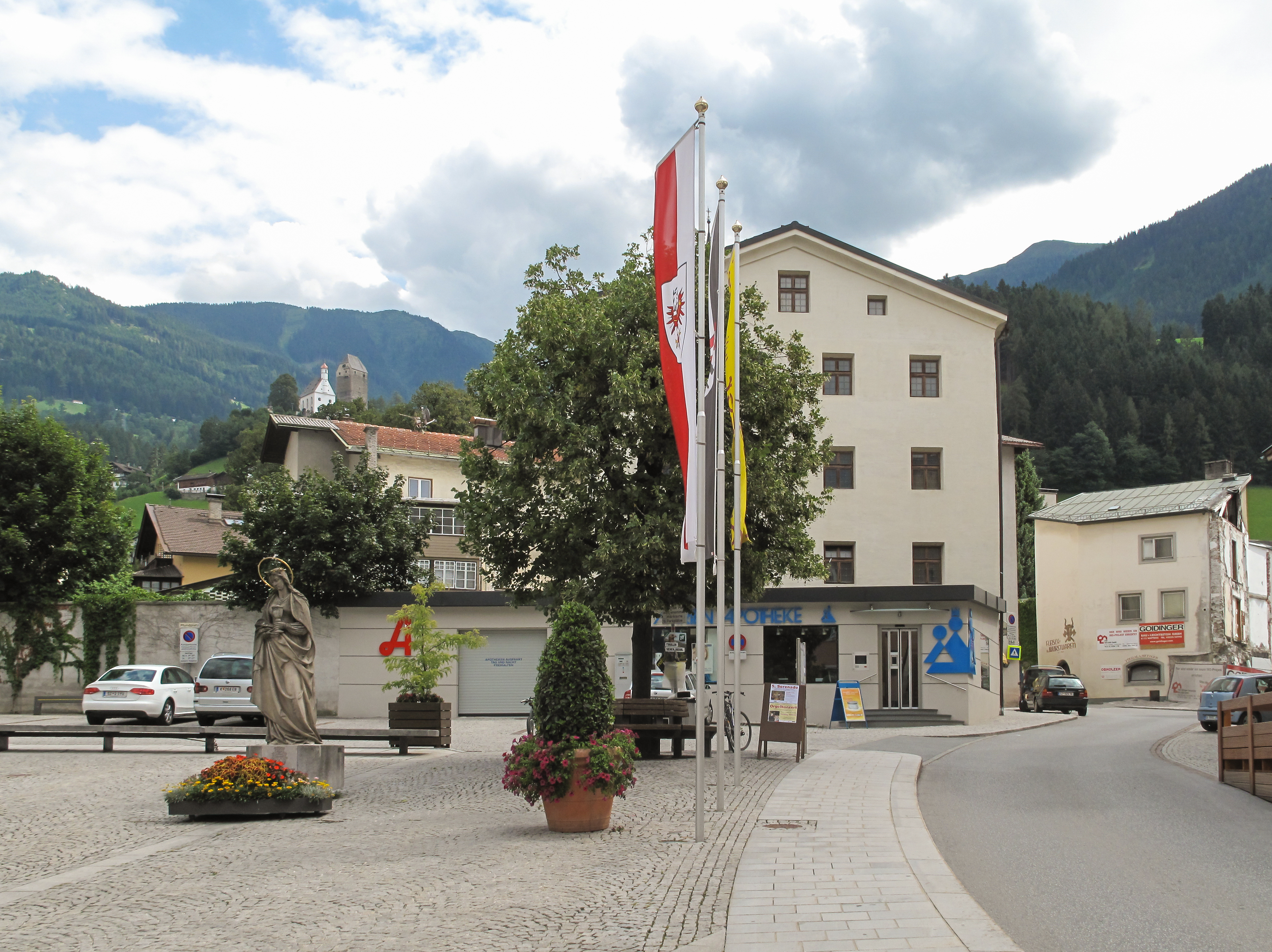
Vue dans la rue.

## Personnalités
- Herkulan Oberrauch, nom en religion d'Anton Nicolaus Oberrauch (1728-1808), théologien catholique, est mort à Schwaz.
- Johann Pfunner (entre 1713 et 1716 - 1788), peintre rococo et classiciste né à Schwaz.

## Jumelages
- Bourg-de-Péage (France)
- Mindelheim (Allemagne) depuis 1990
- East Grinstead (Angleterre)
- Sant Feliu de Guíxols (Espagne)
- Satu Mare (Roumanie)